# Saliva
Saliva – amerykańska grupa muzyczna grająca szeroko pojętą muzykę rockową, założona w 1996 w Memphis z inicjatywy Joseya Scotta i Chrisa D’Abaldo. W sierpniu 1996 grupa wydała półoficjalny materiał, album Saliva. Wkrótce po powstaniu zespół wziął udział w konkursie Grammy Showcase, w którym uczestniczyły zespoły niemające jeszcze kontraktu płytowego. Saliva zwyciężyła w tym konkursie, co zaowocowało podpisaniem kontraktu płytowego z wytwórnią Island Records. W 2001 ukazał się pierwszy oficjalny album grupy – Every Six Seconds.
Muzyka grupy została wykorzystana także na ścieżce dźwiękowej do filmu Dracula 2000. W 2002 ukazała się kolejna płyta grupy – Back into Your System.

## Skład
- Josey Scott – wokal (od 1996 do 2012)
- Bobby Amaru  – wokal (od 2012)
- Wayne Swinny – gitara (od 1996 do 2023 (zmarł w 2023 przez wylew krwi do mózgu)
- Dave Novotny – gitara basowa (od 1996)
- Paul Crosby – perkusja (od 2001)

## Dyskografia
- Saliva (26 sierpnia 1996)
- Every Six Seconds (27 marca 2001)
- Back into Your System (12 listopada 2002)
- Survival of the Sickest (17 sierpnia 2004)
- Blood Stained Love Story (23 stycznia 2007)
- Cinco Diablo (16 grudnia 2008)
- Under Your Skin (22 marca 2011)
- In It To Win It (3 września 2013)
- Rise Up (29 kwietnia 2014)
- Love, Lies & Therapy (10 czerwca 2016)
- 10 Lives (19 października 2018)